# Delta-sarcoglycan
Delta-sarcoglycan هوَ بروتين يُشَفر بواسطة جين SGCD في الإنسان.